# Mo’ Jamaica Funk
Mo' Jamaica Funk – ósmy album solowy amerykańskiego trębacza jazzowego, Toma Browne’a nagrany 9-10 maja 2002 w studiu Acoustic Creation w Greensboro (pierwszy dla wytwórni Hip Bop Records). Płyta ukazała się 11 marca 1994.

## O albumie
Tom Browne po raz kolejny nagrał płytę wykraczającą poza jazzowe granice; Na Mo' Jamaica Funk podąża głównie w kierunku funku. Płyta nagrana została po kilku latach nieobecności  Browne’a na rynku muzycznym. Przy współpracy przyjaciół m.in. Marcusa Millera, Najee, Bernarda Wrighta oraz Michała Urbaniaka (instrumenty klawiszowe, saksofon i aranżacje kilku utworów) powstał album będący mieszanką funku, hip hopu, rapu, reggae i elektronicznych rytmów. 

## Muzycy
- Tom Browne - trąbka, skrzydłówka, sekcja dęta (wszystkie instrumenty), instrumenty klawiszowe, perkusja (programowanie), vocoder, podkład wokalny
- Marcus Miller – elektryczna gitara basowa (1)
- Najee - saksofon tenorowy (6)
- Michał Urbaniak – programowanie perkusji, instrumenty klawiszowe (3,6,8), saksofon altowy (6)
- Bernard Wright - instrumenty klawiszowe (1)
- Toni Smith - śpiew (1,4), podkład wokalny (2,3,5)
- Jimmy Earl - elektryczna gitara basowa (8)
- Turner Battle - instrumenty klawiszowe (wszystkie utwory oprócz 1)
- Roberto Orehucla - wibrafon
- Bourne (Notorious) – rap (5,7)
- Silivea Robinson - śpiew (2, 5), podkład wokalny (4, 7)
- Shannon Stewart - scratch (4, 7)
- Kip Williams – perkusja i instrumenty klawiszowe (7), śpiew i rap (9)
- Jim Steadman - gitara i śpiew (scat) (2)
- Phanalphic Rhue - podkład wokalny (5)
- John V. Brown - kontrabas (6)
- John Pfiffner - gitara (4)
- Chris Murrell - śpiew (8)
- Buffy O’Neil - śpiew (8)
- Shela Duell - podkład wokalny (4)
- Barry Webb - podkład wokalny, gitara (4)
- Al King - instrumenty perkusyjne (8)
- Leah Miller - rap (9)
- Bobby G. - gitara (1)
- Rich Keller - programowanie perkusji

## Lista utworów
| 1. | Jam Fo' Real (Bernard Wright&Toni Smith; arr.B.Wright,R.Keller,T.Browne)               | 3:57  |
|    |                                                                                        |       |
| 2. | Too Hot (George Browne, arr.Tom Browne)                                                | 4:50  |
|    |                                                                                        |       |
| 3. | Work Song (Nat Adderley, O. Brown; arr. Michał Urbaniak, Tom Browne)                   | 6:17  |
|    |                                                                                        |       |
| 4. | Give Me The Night (Rod Temperton, arr. Tom Browne)                                     | 4:49  |
|    |                                                                                        |       |
| 5. | Everybody Loves The Sunshine (Roy Ayers, Bryon Stricklon; arr. Tom Browne)             | 4:53  |
|    |                                                                                        |       |
| 6. | Milestones (Miles Davis, arr. Tom Browne, Michał Urbaniak)                             | 5:37  |
|    |                                                                                        |       |
| 7. | Ghetto Horn (Tom Browne, arr. T. Browne)                                               | 4:33  |
|    |                                                                                        |       |
| 8. | That's What Friends Are For (Carole Bayer Sager, Burt Bacharach; arr. Michał Urbaniak) | 5:29  |
|    |                                                                                        |       |
| 9. | Culture Shock (Let’s Dance) (Tom Browne, Kip Williams; arr. T. Browne, K. Williams)    | 4:37  |
|    |                                                                                        |       |
|    |                                                                                        | 45:02 |
|    |                                                                                        |       |

## Opis płyty
- Produkcja - Tom Browne, Turner Battle, Kip Williams
- Produkcja (1) – Bernard Wright; współpraca: Tom Browne i Rich Keller
- Producent wykonawczy - Reynold da Silva i Yusuf Gandhi
- Inżynier dźwięku - Kip Williams, Rich Keller, Joachim Schmid
- Nagrania - Acoustic Creations Recording Studio, Greensboro
- Nagrania (1) – Carmel Studio, Los Angeles; Bacara Studio, Dallas; Skyline, NY; Hell’s Kitchen Studio, NY; Unique, NY; Acoustic Creations, Greensboro
- Czas trwania - 45:29
- Projekt okładki - Madhu Dhas; grafika - Mark Caporusso
- Firma nagraniowa - Silva Screen Records (Hip Bop Records)